# Women in Tech
Women In Tech: Take Your Career to the Next Level with Practical Advice and Inspiring Stories é um guia de carreira de 2016 escrito por Tarah Wheeler e publicado pela Sasquatch Books. O livro começou como um projeto do Kickstarter, com 772 apoiadores e US$ 32.226 em financiamento.
O livro inclui conselhos para mulheres no desenvolvimento de habilidades na carreira, como negociação salarial, networking e equilíbrio entre vida profissional e pessoal, bem como histórias pessoais de profissionais da tecnologia.

## Recepção e Impacto
Library Journal chamou Women in Tech de "o manual essencial para mulheres em tecnologia - envolvente, prático e inspirador."
Em outono de 2016, a Universidade da Califórnia, em Berkeley, deu uma aula inspirado no livro de Wheeler, sobre as necessidades de mulheres superarem as barreiras à entrada no setor de tecnologia e os requisitos para o sucesso.
Women in Tech foi traduzido para o coreano.